# 李志勳 (1979年)
李志勳（韓語：이지훈，羅馬化：Lee Jee Hoon，1979年3月27日—），韓國男演員、歌手。

## 演藝經歷
17岁出道时，便以一首《为何天》，拿下韩国各大电视台的音乐奖与新人奖，开韩国高中生歌手之先河,被称为国民弟弟，又憑甜美動人歌聲和贵气的外面被譽為韓國抒情曲王子、元祖花美男。2003年与好友安七炫、申彗星于组成的S组合，当时在韩国乐坛轰动一时。但從2004年發表唱片後就轉向戲劇，他表示並不是拋棄歌手的路，只是兩個都不想放棄，並在《你好！小姐》演出有點土里土氣的黃東奎角色又曾担任多個節目主持及DJ，从2008年开始主演音乐剧，是韓國公認的万能艺人。歌手兼演員的他，透露戀愛至少要一年才能結婚，因為互相了解的時間很重要。

## 演出作品

### 電視劇
| 年份   | 電視台 | 劇名                  | 角色           |
| 2003年 | MBC    | 可愛的女人            | 張世雄         |
| 2005年 | MBC    | 美妙人生              | 閔道憲         |
| 2006年 | MBC    | 比利金，看看我！      | 崔彗星         |
| 2007年 | KBS    | 你好！小姐            | 黃東奎         |
| 2007年 | MBC    | New Heart             | 李東權         |
| 2008年 | KBS    | 你是我的命運          | 金泰豐         |
| 2009年 | MBC    | 不能停止              | 盧秀立         |
| 2010年 | KBS    | 近肖古王              | 海建           |
| 2011年 | KBS    | Drama Special－同一犯 | 韓相沅         |
| 2011年 | SBS    | 我的女兒是花兒        | 殷采莞         |
| 2012年 | MBN    | 可疑的家族            | 千商滥Jason    |
| 2012年 | tvN    | 玻璃假面              | 金善宰         |
| 2013年 | KBS    | 最佳李純信            | 金英勳         |
| 2014年 | KBS    | 世界尽头的家          | 李志勳         |
| 2015年 | KBS    | Oh My Venus           | 李志勳（客串） |
| 2016年 | KBS    | 蔣英實                | 蔣希濟         |
| 2016年 | KBS    | Oh My 錦朏            | 車致秀         |

### 電影
| 年份   | 電影名稱       | 角色       |
| 2004年 | 女學生vs女教師 | 权相民     |
| 2005年 | 夢精記2        | 姜奉丘     |
| 2013年 | 好朋友们       | 俊伍       |
| 2017年 | I Can Speak    | 區政府主任 |

### MV
| 年份   | 曲名             | 演唱者 |
| 2005年 | 西門卓《離別後》 | 鄭詩雅 |
| 2008年 | 幸福的女人       | yuri   |

### 舞台劇
| 年份   | 作品                                        | 扮演角色            |
| 2006年 | 알타보이즈ALTAR BOYZ祭壇男孩                | Matthew             |
| 2008年 | 햄릿Hamlet哈姆雷特                          | 哈姆雷特            |
| 2009年 | 내 마음의 풍금Organ In My Heart我心中的風琴 | 姜老師              |
| 2009年 | 넒음의 행진March of large年輕的行進         | 王景泰              |
| 2010年 | 내 마음의 풍금Organ In My Heart我心中的風琴 | 姜老師              |
| 2010年 | 형제는 용감했다Hey Bro兄弟的勇敢            | 朱峰                |
| 2010年 | 쓰릴미Thrill Me危險遊戲                     | Richard             |
| 2011年 | 원효(元曉MBC 賀成立50週年特別項目)          | 元曉                |
| 2011年 | 잭더 리퍼Jack the Ripper開膛手傑克          | 丹尼爾醫生          |
| 2011年 | 삼총사The Three Musketeers三劍客            | 達太安(D'Artagnan)  |
| 2011年 | 에비타Evita艾薇塔                           | 切·格瓦拉           |
| 2012年 | 파리의 연인Lovers in Paris巴黎戀人          | 韓基柱              |
| 2013年 | 엘리자벳Elisabeth伊麗莎白                   | 路易吉·鲁契尼       |
| 2013年 | 위키드Wicked壞女巫                          | 費耶羅(Fiyero)      |
| 2014年 | 프리실라Pricilla沙漠妖姬                    | Tick                |
| 2014年 | 라카지La Cage鳥籠                           | Albin               |
| 2015年 | 엘리자벳Elisabeth伊麗莎白                   | 路易吉·鲁契尼       |
| 2015年 | 벽을 뚫는 남자The Wall-Passer穿牆的男人     | 杜蒂耶爾(Dutilleul) |
| 2016年 | 프모차르트！Mozart！莫札特                  | 莫札特(Mozart)      |
| 2016年 | 킹키부츠Kinky Boots長靴妖姬                 | 查理(Charlie)       |
| 2017年 | 영웅Hero英雄                                | 安重根              |
| 2019年 | Excalibur王者之劍                           | 兰斯洛特            |

## 音乐作品

### 正規專輯
| 專輯 # | 專輯資料                                                                        | 曲目 |
| 1st    | 首张正规专辑《Rhythm Paradise》 - 發行日期：1996年11月25日 - 語言：韓語         | 曲目 1. 为何天... 2. 我的女人如风 3. 圣诞病毒 4. 퍼퓸 5. In 1978 6. 如果将你抹去 7. 无题 8. Daddy Be Cool 9. 我的新娘 10. 绿洲 11. 我的新娘 (Dance Ver.) 12. In 1978 (离别预感)                                                                          |
| 2nd    | 第二张正规专辑《Love&Forever》 - 發行日期：1997年10月17日 - 語言：韓語          | 曲目 1. 离别 2. 你笑的时候 3. 对我说 4. 她走了 5. 年长的女人 6. 想想看 7. 伤痛 8. 冬季 (雨雪) 9. 悲伤的友情 10. 记忆深处 11. I Will. 12. Alone (离别) (English Ver.)                                                                                     |
| 3rd    | 第三張正規專輯《Man》 - 發行日期：1998年6月18日 - 語言：韓語                    | 曲目 1. Shake It Up 2. 那天以后 3. Good-bye Love 4. 无论什么时候 5. 回来吧 6. Oh! Destiny 7. 是爱情 8. 惊喜派对 9. 为你守护 (Duet With Yangpa) 10. Good-bye Love (Inst.)                                                                                 |
| 4th    | 第四張正规专辑《Eternity Friend》 - 發行日期：2000年4月3日 - 語言：韓語         | 曲目 1. Trap 2. Angel 3. 天涯(for you) 4. Wedding 5. In 1978 6. 最喜爱的时候离开了... 7. 视线（Allure） 8. Sad 9. 爱丽丝 10. 朋友这个名字 (Eternity Friend) 11. 悲伤的演剧 12. 最后的叶子 (Tears) 13. 为了我的离别 (With Out You) 14. Happiness 15. Open |
| 5th    | 第4.5張正规专辑《LeeJeeHoon Specal with》 - 發行日期：2001年1月1日 - 語言：韓語 | 曲目 1. Until 2. 人偶（with 申彗星） 3. Here I Am 4. My Romance 5. 为何天 6. 我的新娘 7. 离别 8. 别让她离开 9. Goodbye Love 10. 无论何时 11. 为你守护 (With Yangpa) 12. 天涯 13. 天使 14. 最爱的时候离开 15. 人偶（智勋solo） 16. 人偶（MR）             |
| 6th    | 第5張正规专辑《Trinity》 - 發行日期：2004年4月22日 - 語言：韓語                 | 曲目 1. 离别故事 2. 约定 3. My Last Love 4. 在别的世界也... 5. U 6. Goodbye 7. 只有今天 8. 那天 9. 拜托 10. 迟到之前 11. 会遵守的 12. Just For You |
| 7th    | 第六張正规专辑《The Classic》 - 發行日期：2008年5月13日 - 語言：韓語            | 曲目 1. She left 2. Be like you 3. Stop 4. Let 5. Friend 6. Is not 7. Goodbye 8. She left（instrument） 9. Aprlogy in heart(insrument) |

### 影视原声大碟
| 时间         | 音乐作品                            | 影视作品                       |
| 2005年1月    | 《heeya》（熙呀）（희야）           | 《梦精记2》                    |
| 2005年8月    | 《我会守护你》（为你守护/我来守护） | 《结婚》（婚礼）               |
| 2005年9月    | 《呼吸》 （S组合）                  | 《外出》                       |
| 2006年5月    | 《Goodbye》                         | 《蜥蜴》                       |
| 2007年1月    | 《Dreaming》                        | 《比利金，看看我》             |
| 2007年4月    | 《知道吗》（is not ）with徐信爱     | 《耀眼的日子》                 |
| 2008年3月    | 《time after time》                 | 《我与狗狗的十个约定》（日本） |
| 2008年6月    | 《story》                           | 《我的甜蜜都市》               |
| 2008年12月   | 《one fine day》                    | 《尚根的愿望》                 |
| 2009年11月   | 《对你的爱》（向着你的爱）          | 《无法停止》                   |
| 2012年3月8日 | 《Be My Heart》                     | 《韩版求婚大作战》             |

### Group S (Supreme、S组合)專輯
| 專輯 # | 專輯資料 | 曲目 |
| 1st    | 首張Project專輯《Friend in Classic》 - 發行日期：2003年9月724日 - 語言：韓語                                           | 曲目 1. I Swear 2. 愛呢(Love is...) 3. 瘋了嗎(Just one moment) 4. I Believe 5. 月之夢(Tears of the moon) 6. 不知道吧│Stay 7. 為何...(I was...) 8. Never Knew 9. 只有愛(Love is what I need) 10. Sentimental 11. Prayer |
| 2nd    | 迷你專輯《Autumn Breeze》 - 發行日期：2014年10月27日 - 語言：韓語 - 唱片公司：S.M.Entertainment - 詞。曲。製作：安七炫 | 曲目 1. 想做的一切 (Without You) 2. 放下 (One Last Memory) 3. 走進世界 (Utopia) 4. 有這麼一天 (One Fine Day) 5. Secret Letter                                                                                          |

### 合集单曲
| 曲名                                | 所在合集                                                                   | 发表时间       |
| 《My big tree》                     | 《whisper of hope》林亨柱1辑                                               | 1998年         |
| 《Joy》                             | 《The Gift－the best of Christian music》（合集：李智勋、申彗星等）        | 2001年12月17日 |
| 《到最后》（最后一分钟）            | 《락(乐)&Rock》（合集：李智勋、成诗京、曹成模、yangpa等）                  | 2001年8月      |
| 《到最后》（最后一分钟）            | 《Don't forget to remember 1998 to heaven》曹成模                          | 2002年10月10日 |
| 《Blessed Wings》（约拿的祈祷）     | 《在旧约的祈祷》（合集：李智勋等）                                         | 2003年4月1日   |
| 《jingle bells rock》               | 《blue chrismas》 （合集：李秀英、李智勋、张娜拉，成诗京等）               | 2003年11月29日 |
| 《jingle bells rock》               | 《last christmas》（合集：曹成模、李秀英、李智勋、张娜拉、成诗京、李孝利） | 2005年12月7日  |
| 《你心中的微笑》 《期待另外的果实》 | 《Miracle vol. 1－my lord》（合集：李秀英、李智勋、李在勋）                | 2004年4月1日   |
| 《反义词》（反话）                  | 《The Ring of Diamond》yuri第2辑                                           | 2008年4月9日   |
| 《For you》                         | [《New Decade》 [Junjin]]第1辑                                             | 2008年4月29日  |
| 《For you》                         | 《Together 4ever (Repackage)Junjin》                                       | 2008年8月      |

## 經歷

### 主要經歷
- 1996年：以solo歌手出道，开韩国高中生歌手之先河
- 1998年1月:开始人生第一次演唱會
- 2003年：与好友kangta和申彗星组成S组合，同年开始拍摄电视剧。
- 2005年8月以S成員身分參加在日本琦玉縣舉行的四月雪公演活動
- 2006年：开始主演音乐剧
- 2006年10月:東京兩場演唱會，第一次国外演唱会
- 2007年5月：第20届 时间禁烟日宣传大使
- 2008年：自创品牌Paris Story，开设网上服饰商城
- 2009年2月：第10届全州国际电影节宣传大使
- 2012年6月：韩国螺丝钉福利社团宣传大使
- 2012年8月：首尔江西区宣传大使
- 2014年10月:以S组合相隔11年回歸
- 曾担任多个节目的主持及DJ，被称为抒情曲王子(贵公子)，是韩国公认的万能艺人

### 获奖經歷
| 时间       | 奖项                               | 获奖情况 |
|            | 音乐方面                           |          |
| 1997-12    | sport首尔歌谣大赏新人奖            | 获奖     |
| 1997-12    | il kan sport大赏十大歌手奖         | 获奖     |
| 1997-12    | KMTV97歌谣大赏人气歌手奖           | 获奖     |
| 1997-12    | SBS歌谣大赏新人奖                  | 获奖     |
| 1997-12    | KBS歌谣大赏人气歌手奖              | 获奖     |
| 2003-12    | 第14届 金唱片PAVV人气歌手奖        | 获奖     |
| 2003-12    | KMTV最佳歌手奖                     | 获奖     |
| 2003-12    | SBS歌谣大赏本赏                    | 获奖     |
| 2003-12    | KBS歌谣大赏本赏                    | 获奖     |
|            | 电视剧方面                         |          |
| 2008-12    | KBS演技大赏日日剧优秀演技奖        | 提名     |
|            | 音乐剧方面                         |          |
| 2013-10-07 | 第19届 韩国音乐剧大赏最佳男配角    | 获奖     |
| 2014-6     | 第8届 the Musical Awards最佳男配角 | 提名     |
|            | 其他方面                           |          |
| 1999-12    | 青少年文化贡献”文化部表彰          | 获奖     |
| 2003-12    | 第14届 首尔歌谣大赏“韩流特别大赏”  | 获奖     |

音乐单曲第一位
- 1997年2月15日《天、為甚麼》《MBC TV 人氣歌謠第一位》
- 1997年2月19日《天、為甚麼》《KBS TV歌謠第一位》
- 1997年2月29日《天、為甚麼》《MBC TV 人氣歌謠第一位》
- 1997年3月2日《天、為甚麼》《SBS TV歌謠第一位》
- 1997年3月12日《天、為甚麼》《KBS TV歌謠第一位》
- 2001年3月10日《人形》《MBC TV Music Camp第一位》
- 2001年3月10日《人形》《MBC TV Music Camp第一位》
- 2001年3月31日《人形》《MBC TV Music Camp第一位》
- 2001年4月1日《人形》《SBS TV人氣歌謠第一位》
- 2003年10月19日《I Swear》《SBS TV 人氣歌謠第一位》
- 2003年10月25日《I Swear》《MBC TV Music Camp第一位》
- 2003年10月26日《I Swear》《SBS TV 人氣歌謠第一位》
- 2003年11月2日《I Swear》《SBS TV 人氣歌謠第一位》

## 相關新聞
- 李志勳在Hello 小姐中飾演男主角，落海溺水、摔樓梯、被毆樣樣來，像極了武行小生[]
- 李智勳和朱智勳帥到分不清楚 （页面存档备份，存于）
- 李志勳扮歐巴桑，打敗rain，金來沅成為喜劇天王 （页面存档备份，存于）

## 外部連結
- NAVER
- 李智勳的官方個人日記 （页面存档备份，存于）
- 李智勳的個人cyworld
- 李智勳的韓國歌迷網站 （页面存档备份，存于）
- 李智勳的paris story 服裝目錄 （页面存档备份，存于）
- 李智勳的日本歌迷網站